# Louis Bertrand (saint)
Pour les articles homonymes, voir Louis Bertrand et Bertrand.
Louis Bertrand, en espagnol Luis Beltrán (1er janvier 1526 – 9 octobre 1581), est un missionnaire espagnol, de l'ordre des Dominicains. Canonisé par le pape Clément X, sa fête est fixée au 9 octobre.

## Biographie

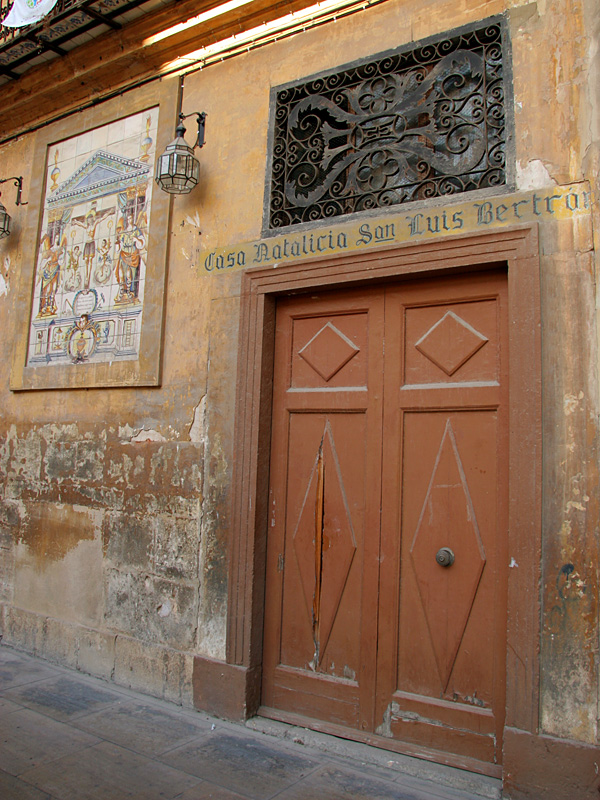
La maison natale de Louis Bertrand.

Louis Bertrand est né à Valence (Espagne), le 1er janvier 1526, fils de Luis Beltrán et d'Ángela Eixarch. Il est baptisé sur les mêmes fonts baptismaux que saint Vincent Ferrier. Le jeune homme ressent très tôt sa vocation, il entre dans le couvent dominicain de sa ville natale, où il est accueilli par le prieur Jean Micone qui décèle en lui un futur saint. Louis fait sa prise d'habit le 26 août 1544,.
Il est ordonné prêtre en 1547 par l'évêque Saint Thomas de Villeneuve, et à l'âge de 25 ans, il est nommé maître des novices au couvent de Llombai. Il avait « douceur de mère, autorité de père ». Il assure cette mission durant dix ans,. Ses sermons sont réputés et attirent une foule nombreuse. Il prêche dans les églises, les cathédrales et même sur les places publiques. Il conseille également d'autres religieux, comme Thérèse d'Avila qu'il encourage dans sa réforme du Carmel.
En 1562, il part avec deux autres frères pour l'Amérique, afin d'évangéliser les indigènes de Colombie (appelée alors Nouvelle Grenade),,.
Là, il déploit une intense activité apostolique, baptisant de très nombreux indiens (plusieurs dizaines de milliers d'après les récits,). Dans son procès en canonisation, il a été rapporté qu'il avait le don des langues, pouvant ainsi se faire comprendre des populations locales. Il vit pauvrement pour être plus proche des habitants autochtones. Il fait de nombreuses conversions aussi bien au Pérou, à Panama que dans les Caraïbes. S'opposant à la cruauté des colons espagnols, il se fait de nombreux ennemis et échappe à de nombreuses tentatives d'assassinat. En effet, du haut de sa chaire, il n'hésitait pas à dénoncer les abus des conquistadors espagnols. Mais, lassé par la cruauté, la débauche et l'avarice de la plupart des officiers espagnols, il obtint de revenir à Valence,,,.
Louis Bertrand rentre en Espagne en 1569 où il continue à œuvrer pour son ordre. Il assure la charge de maître des novices et de prieur dans son couvent de Valence. Il est le conseiller privilégié de l'évêque Juan de Ribera. Il meurt le 9 octobre 1581 à Valence. Il est enterré dans l'église du couvent Saint Dominique (es),,,.

## Notoriété et Culte
Louis Bertrand est béatifié le 19 juin 1608 par le pape Paul V, puis canonisé le 12 avril 1671 par le pape Clément X en même temps que sainte Rose de Lima, Gaétan de Thiène, François Borgia et Philippe Benizi. Le pape Alexandre VIII le proclame saint patron de la Colombie.
Sa mémoire liturgique est fixée dans l'Église catholique au 9 octobre.
En 1936, les républicains espagnols exhument sa dépouille pour la brûler.

## Représentation, iconographie

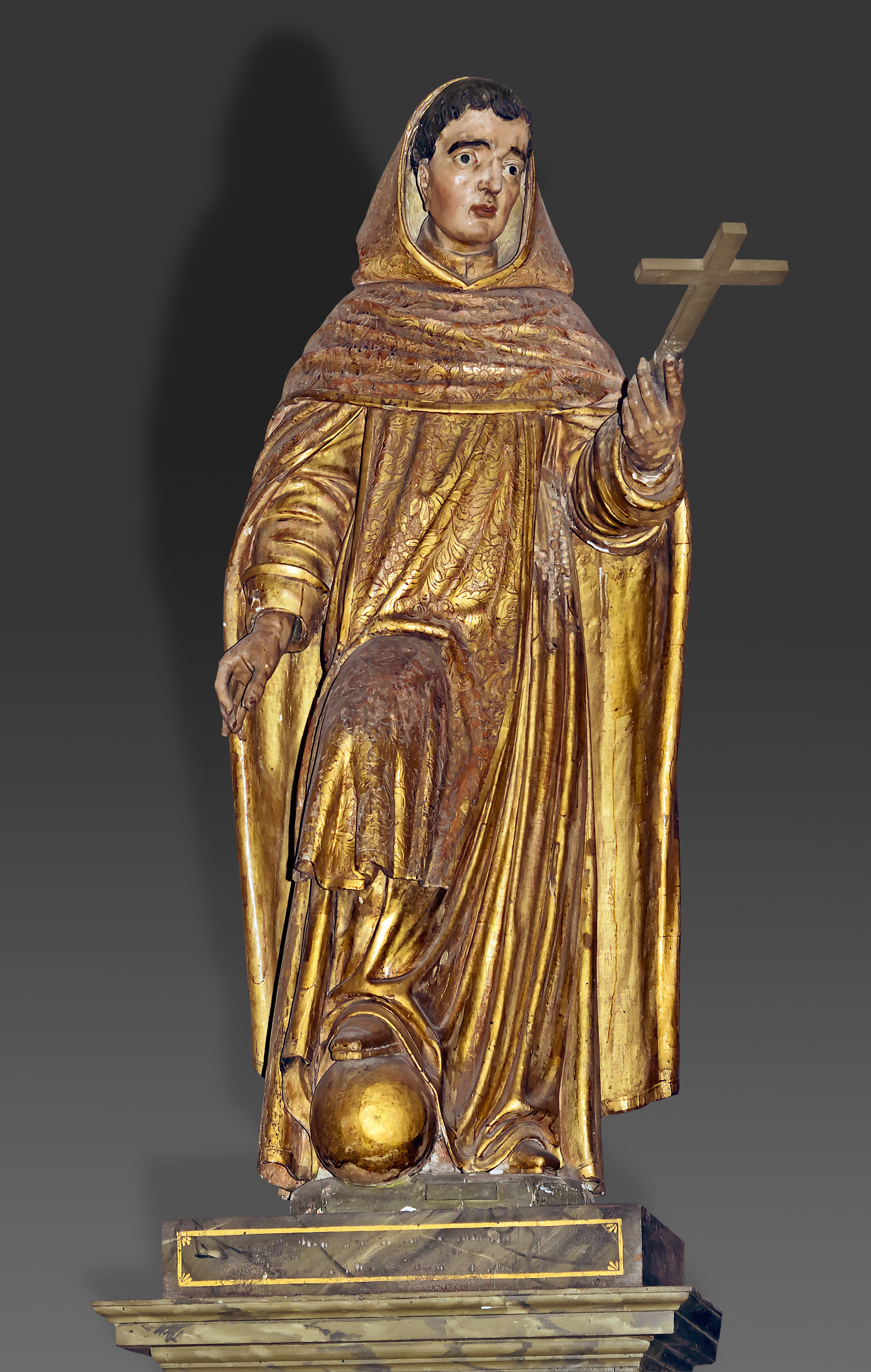
Statue de Louis Bertrand par Thibaud Maistrier, église Saint-Exupère de Toulouse.

Louis Bertrand est souvent représenté en habit dominicain, portant une coupe d'où sort un serpent.
Il a été peint par Zurbaran et par Giovanni Battista Piazzetta. En France, l'église Saint-Exupère de Toulouse conserve une statue par Thibaud Maistrier du XVIIe siècle.

## Sources
- (it) Cet article est partiellement ou en totalité issu de l’article de Wikipédia en italien intitulé « Luigi Bertrando » (voir la liste des auteurs).
- (en)  Cet article contient des extraits traduits d'un article de la Catholic Encyclopedia dont le contenu se trouve dans le domaine public.